# Tumulus van Glimes
De Tumulus van Glimes is een Gallo-Romeinse grafheuvel, vermoedelijk uit de 2e eeuw, gelegen aan de rue de la Tombe Romaine in Glimes in de Belgische gemeente Incourt in Waals-Brabant. Hij is de grootste en een van de best bewaarde tumuli van het land, met een hoogte van 15 meter en een doorsnede van ruim 50 meter. Op de top staat een eenzame linde. 

## Beschrijving
De tumulus ligt op de plaats genaamd Champs de la Tombe, dicht bij de Romeinse weg. De bouwers hebben eerst het afhellende terrein genivelleerd en dan twee concentrische cirkels van steen gebouwd als fundering. De buitenste ringmuur had een diameter van 50 m en was vermoedelijk afgewerkt als parement, maar alleen de grove structuur van tufblokken is bewaard. Materiaal dat gevonden werd tussen de verschillende bouwlagen suggereert een datering in 120-140 n.Chr.

## Opgravingen
In 1926 werd de heuvel via een ondergrondse tunnel onderzocht door Baron de Loë en Edmond Rahir van de Nationale Dienst voor Opgravingen. In het midden van de heuvel, twee meter onder het omringende maaiveld, was een stenen gewelf, dat ooit bereikbaar was via een verticale schacht en reeds volledig ontdaan was van de inhoud. Deze grafkamer was gebouwd uit grote platen van carboonkalksteen met regelmatige stenen van 1,40 meter in de breedte en 0,60 meter hoogte.
Rond 1999 werden opgravingen uitgevoerd met behulp van een kraan. In 2002 volgde nieuw archeologisch onderzoek.
In 1971 werden de tumulus en zijn omgeving beschermd als landschap.

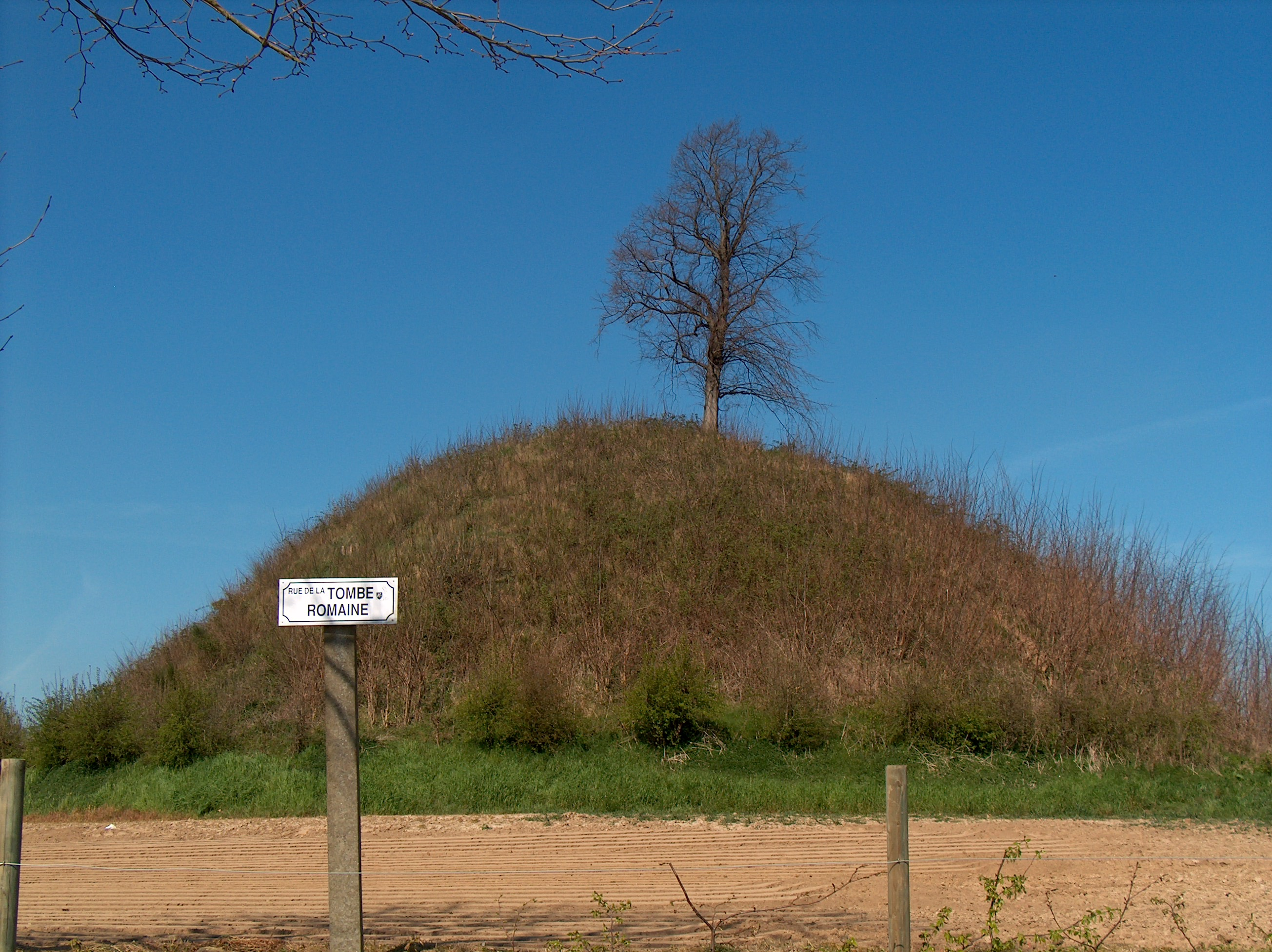
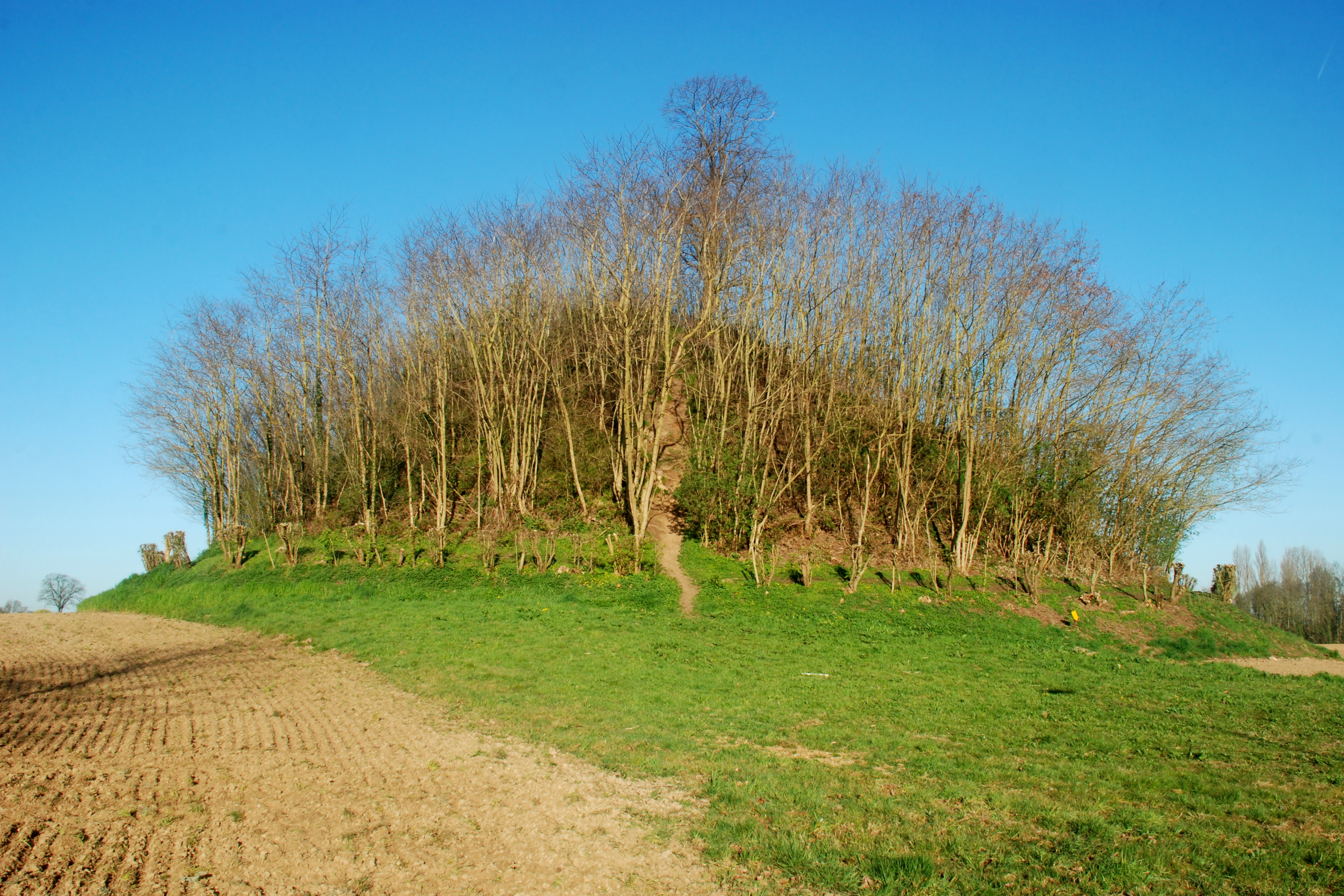
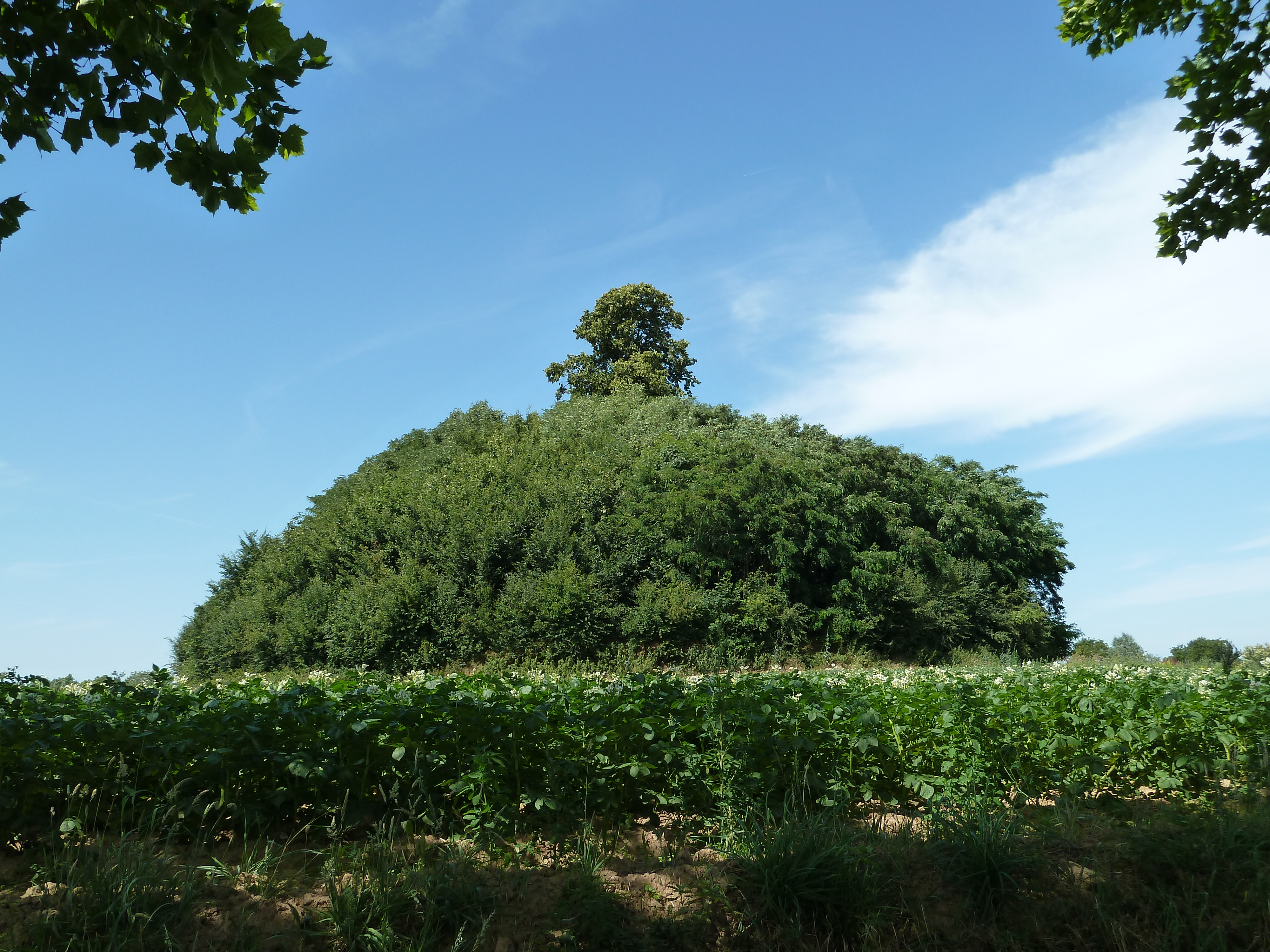
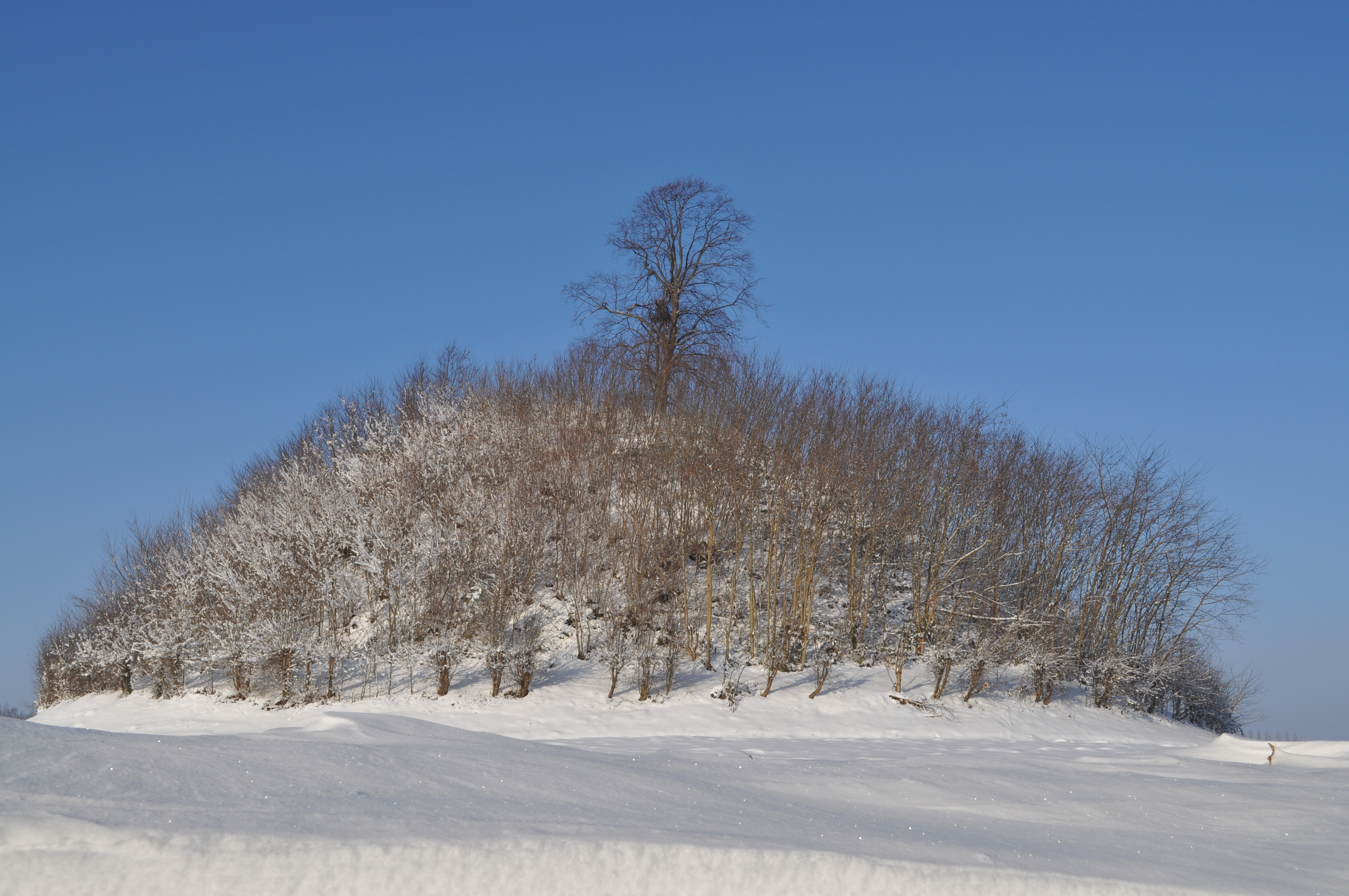

## Voetnoten
1. ↑  Massart e.a. 2009, p. 82